# Bruiu
Bruiu – wieś w Rumunii, w okręgu Sybin, w gminie Bruiu. W 2011 roku liczyła 419 mieszkańców.